# Стрики
Стрики (Стрикі, пол. Stryki) — село в Польщі, у гміні Більськ-Підляський Більського повіту Підляського воєводства. Населення — 67 осіб (2011).

## Історія
За припущенням історика Юрія Гаврилюка село могло бути заснованим у XV столітті. Вперше згадується 1528 року. Близько 1560 року підпорядковане управлінню міської ради Більська, мешканцям Стрик було вимірено 43 волоки землі.
У 1975—1998 роках село належало до Білостоцького воєводства.

## Демографія
Демографічна структура станом на 31 березня 2011 року:
|          | Загалом | Допрацездатний вік | Працездатний вік | Постпрацездатний вік |
| -------- | ------- | ------------------ | ---------------- | -------------------- |
| Чоловіки | 33      | 1                  | 17               | 15                   |
| Жінки    | 34      | 2                  | 5                | 27                   |
| Разом    | 67      | 3                  | 22               | 42                   |

## Релігія
На цвинтарі села міститься каплиця святого Онуфрія.